# Трансформаторно масло
Трансформаторното масло е високо рафинирано минерално масло с отлични диелектрични качества, използвано предимно в електрическите уредби по трансформиране и пренос на електрическа енергия с високо напрежение. То е основен материал при производството на високоволтови трансформатори с голяма мощност поради изолационните му качества, с което се увеличава надеждността на изолацията. В съоръженията, където се използва, трансформаторното масло надеждно потиска коронен ефект, искрене или електрическа дъга при превключване или разединяване на електрически вериги по време на експлоатация. Предпазва електрическите контактни системи, корпуса и стоманените ядра на трансформатора от корозия. С добрите си качества топлопроводимост и термоустойчивост, действа като охладител и температурно стабилизира работата на електрическите уреди, в които се използва.
Диелектричната проницаемост на непречистеното масло е около 12 MF/m, докато при пречистеното трябва да е над 24 MF/m при ефективни стойности.

## Приложение
Трансформаторното масло се използва при:
- маслени трансформатори.
- високо капацитивни кондензатори
- високоволтови превключватели и прекъсвачи
- маслени кабели